# Вороб'ївщина
Вороб'ї́вщина — село в Україні, у Малинській міській територіальній громаді Коростенського району Житомирської області. Чисельність населення становить 36 осіб (2001). До 1954 року — хутір.

## Населення
У 1923 році в поселенні налічувалося 60 жителів, дворів — 12, у 1926 році — 78 осіб, дворів — 17. Станом на 1 жовтня 1941 року у хуторі налічувалися 41 двір та 172 мешканці, в тому числі: чоловіків — 77, жінок — 95.
Відповідно до результатів перепису населення СРСР, кількість населення станом на 12 січня 1989 року становила 65 осіб. Станом на 5 грудня 2001 року, відповідно до перепису населення України, кількість мешканців села становила 36 осіб.

### Мова
Розподіл населення за рідною мовою за даними перепису 2001 року:
| Мова       | Кількість | Відсоток |
| ---------- | --------- | -------- |
| українська | 23        | 63.89%   |
| російська  | 13        | 36.11%   |
| Усього     | 36        | 100%     |

## Історія
Засновано у другій половині 19 століття. До 1923 року — хутір Базарської волості Овруцького повіту Волинської губернії. У 1923 році увійшов до складу новоствореної П'ятидубської сільської ради, яка 7 березня 1923 року включена до складу новоутвореного Базарського району Коростенської округи. Розміщувався за 12 верст від районного центру міст. Базар та за 3 версти від центру сільської ради, с. П'ятидуб.
У 1954 році віднесений до категорії сіл. 21 липня 1958 року, відповідно до рішення Житомирського облвиконкому № 709 «Про перейменування П'ятидубської сільської ради Базарського району та передачу з її складу окремих населених пунктів», село підпорядковане Гуто-Мар'ятинської сільської ради Базарського району Житомирської області. 21 січня 1959 року, в складі сільської ради, передане до Народицького району, 30 грудня 1962 року — до складу Овруцького району, 7 січня 1963 року — Малинського району, 8 грудня 1966 року — відновленого Народицького району Житомирської області. 9 грудня 1966 року, відповідно до рішення Житомирського облвиконкому № 638 «Про зміни в адміністративному підпорядкуванні деяких населених пунктів області», село передане до складу Вишівської сільської ради Малинського району. 10 травня 1972 року, відповідно до рішення Житомирського облвиконкому № 194 «Про ліквідацію, утворення окремих сільрад та зміни в адміністративному підпорядкуванні деяких населених пунктів Любарського і Малинського районів», село підпорядковане Морозівській сільській раді Малинського району Житомирської області.
12 червня 2020 року, відповідно до розпорядження Кабінету Міністрів України № 711-р «Про визначення адміністративних центрів та затвердження територій територіальних громад Житомирської області», територію та населені пункти Морозівської сільської ради включено до складу Малинської міської територіальної громади Коростенського району Житомирської області.